# نیاز (مجموعه تلویزیونی)
نیاز یک مجموعه تلویزیونی است به کارگردانی حسین سهیلی زاده و تهیه کنندگی ایرج محمدی که در شش قسمت در سال ۱۳۹۴ برای شبکه سه تولید شد اما از شبکه ۱ برای شب های قدر پخش گردید.

## داستان
دربارهٔ زوج جوانی به نام پیمان و کمند است که در خارج از کشور باهم آشنا شده‌اند و ازدواج می‌کنند. در بازگشت به وطن سیما مادر پیمان که برای اولین بار عروسش را می‌بیند واکنش‌هایی در این خانواده برمی‌انگیزد و در هر قسمت اتفاق‌هایی رخ می‌دهد.

## بازیگران
- بهاره افشاری
- پندار اکبری
- شهرزاد کمال‌زاده در نقش کمند
- حدیث میرامینی در نقش حدیث
- عمار تفتی
- پوراندخت مهیمن
- آرش تاج تهرانی
- رز رضوی
- نبی الله پیرهادی
- سیروس میمنت
- کیمیا ملایی در نقش نیاز